# Цветкова, Матрёна Дмитриевна
Матрёна Дмитриевна Цветкова (Лаврентьева) (7 ноября 1924 — 7 ноября 2014) — советская колхозница, Герой Социалистического Труда (1948).

## Биография
Родилась в селе Янтиково Чувашской автономной области (ныне Яльчикского района Чувашской республики. Девичья фамилия Лаврентьева. Окончила начальную и Кошки-Куликеевскую семилетнюю школы.
Работала в колхозе, с октября 1941 по февраль 1943 года — бригадиром сушильного цеха Яльчикского крахмалзавода.
С 1943 года — бригадир, звеньевая полеводческого звена в колхозе имени Ворошилова (позже назывался колхоз «Победа»).
В 1947 году её звено вырастило по 38,12 центнеров пшеницы с гектара на площади 8 га.
Указом Президиума Верховного Совета СССР от 19 марта 1948 года за получение высоких урожаев пшеницы при выполнении колхозом обязательных поставок и натуроплаты за работу МТС в 1947 году и обеспеченности семенами зерновых культур для весеннего сева 1948 года Матрёне Дмитриевне Лаврентьевой было присвоено звание Героя Социалистического Труда с вручением ордена Ленина и медали «Серп и Молот».
В 1948 году вышла замуж за Ивана Дмитриевича Цветкова и переехала в деревню Малое Батырево Батыревского района. Там она вначале работала в колхозе «Красное Батырево» сначала звеньевой, а в 1950—1953 годах — полеводом в бригаде по выращиванию кок-сагыза.
С 1976 года на пенсии. У Матрёны Дмитриевны Цветковой было 8 детей.

## Награды
- Орден «Знак Почёта»
- Медаль «В ознаменование 100-летия со дня рождения Владимира Ильича Ленина»
- Медаль Материнства I и II степени